# Vague de chaleur (roman)
Pour les articles homonymes, voir Vague de chaleur (homonymie).
 (mars 2016).
Si vous disposez d'ouvrages ou d'articles de référence ou si vous connaissez des sites web de qualité traitant du thème abordé ici, merci de compléter l'article en donnant les références utiles à sa vérifiabilité et en les liant à la section « Notes et références ».
Vague de chaleur est le premier d'une série de romans de Richard Castle sur le Lieutenant de la Criminelle de New-York, Nikki Heat, et le journaliste Jameson Rook. 
Il a été publié le 29 septembre 2009 et a eu cinq suites : Mise à Nu (2010); Froid d'Enfer (2011), Cœur de Glace (2012), Mort Brûlante (2013), Colère Ardente (2014) et "Haute Tension (2016)"
Le roman a été publié par Hyperion Books grâce à un accord avec ABC. ABC produit la série Castle, où le personnage principal, Richard Castle, crédité comme l'auteur de ces livres, suit le Lieutenant de la Police de New-York Kate Beckett, comme son ombre. Le véritable auteur reste encore secret.

## Historique
Dans la série télévisée policière Castle diffusée sur ABC et France 2, Richard Castle est un auteur de best-sellers qui a publié le dernier livre de sa série à succès, dans laquelle il tue le personnage principal après que l'écriture des livres est devenu trop comme le travail. Il cherche désespérément une nouvelle muse. Quand un copycat reproduit les scènes de crime de ses livres, il est appelé à aider le détective Kate Beckett et son équipe.
À la fin de l'épisode pilote, il devient le partenaire de Beckett afin de faire des « recherches ». Vague de chaleur est publié au début de la deuxième saison qui a été diffusée juste avant la sortie réelle du livre. En raison de son succès, ABC a publié encore plus de livres, y compris une trilogie de Derrick Storm et des romans graphiques sur l'ancien héros de Castle, Derrick Storm.

## Résumé
Le titre du livre fait référence à une vague de chaleur qui a frappé la ville, mais aussi à l'attraction qu'il y a entre les deux personnages principaux, ainsi que le nom de famille du personnage. Le protagoniste de Castle est Lieutenant à la Criminelle de New-York et se nomme Nikki Heat. Elle est décrite comme très belle, difficile et engagée dans son boulot quand elle est sur une affaire. Nikki Heat est très compétente dans son travail et est le chef d'une équipe de fins enquêteurs. 
Le patron de Nikki Heat, le commissaire, lui attribue Jameson Rook, un journaliste, pour la suivre sur ses enquêtes afin de faire des recherches pour son article. Rook se révèle être un défi à relever car il a un esprit différent de celui des enquêteurs.
Bien que Nikki Heat déteste Rook au début, elle sent ensuite une force d'attraction qui l'attire à lui. Elle sent la chaleur entre eux. Elle tente de gérer son travail professionnel, ainsi que ses propres sentiments pour celui qui la suit comme son ombre. Dans son travail, Nikki Heat doit creuser le cas d'un millionnaire de l'immobilier qui est mort après être tombé d'un toit. Sa veuve a été attaquée mais a survécu à l'affrontement. Toute l'action est définie dans le contexte d'une vague de chaleur meurtrière qui a frappé la ville.

## Personnages
- Le Lieutenant Nikki Heat est le personnage principal de la série de livres de Richard Castle. Elle est basée sur le personnage de fiction Kate Beckett, Lieutenant au NYPD, possédant une histoire personnelle similaire, à savoir que sa décision de devenir un détective a été motivée par la mort d'un proche à elle et le premier cas sur lequel elle enquête est une adaptation de plusieurs cas que Castle et Beckett ont résolus. Nikki Heat est aidée par son partenaire et parfois amant, journaliste Jameson Rook. En outre, ses collègues détectives Raley et Ochoa travaillent également avec elle sur les cas.
- Jameson Rook est un personnage fictif que Richard Castle a créé pour sa série de romans policiers basé sur Nikki. Il est un célèbre reporter qui suit le personnage principal, le détective Nikki Heat, ainsi que son intérêt pour elle qui ne cesse d'accroître. Il écrit aussi des 'histoires d'amour sous le nom de plume de Victoria St. Clair. Il est basé sur Richard Castle lui-même et la façon dont il travaille avec Kate Beckett. (Nikki Heat)
- Le Capitaine Charles Montrose est le capitaine du district de Police où travaille Nikki Heat et est basé sur le Capitaine Montgomery.
- Le Lieutenant Ochoa est basé sur le Lieutenant Esposito.
- Le Lieutenant Raley est basé sur le Lieutenant Ryan.
- Lauren Parry est le médecin légiste et est basée sur le Docteur Lanie Parish.
- Margaret Rook est la mère de Jameson Rook et est basée sur la propre mère de Richard Castle, Martha Rodgers.

## Réception
Vague de chaleur a atteint la sixième place sur la liste des best-sellers du New York Times dans sa quatrième semaine de sortie.